# Михаило Дука Палеолог
Михаило Дука Палеолог (средњегрчки: Μιχαήλ Δούκας Παλαιολόγος; †1156) је био византијски аристократа из средине ХII века – рани представник породице Палеолога, који је носио титулу севаста и стекао славу као генерал и дипломата током прве деценије владавине цара Манојла I Комнина.
Михаило Палеолог је дуго био идентификован као неименовани солунски војвода, о коме се прича у сатиричном дијалогу „Тимарион”, због чега је у старијим студијама дефинисан и као четврти сан севаста Георгија Палеолога и Ане Дукa. Касније је, међутим, ова теза одбачена због хронолошких неусаглашености, које је приметио чак и француски научник Виталијен Лоран, који је претпостављао да Михаило Палеолог треба да припада следећој генерацији Палеолога, будући да је био активан највише за време владавине цара Манojла I Комнина. Из тог разлога, у новијим истраживањима, Михаило је идентификован као унук севаста Георгија Палеолога и Ане Дукине, рођен од њиховог најстаријег сина Нићифора. Као и његов отац, и Михаило је користио презиме Дука, које је наследио од своје баке Ане.
Према извештају Јована Кинама, из непознатих разлога, Михаило Палеолог је пао у немилост код цара Јована II Комнина и по његовом наређењу је прогнан, али га је 1143. године рехабилитовао цар Манојло I и опозвао да служи у престоници. Никита Хонијат извештава да је рано у време владавине цара Манојла I дошло до спора између Михаила Палеолога и Јосифа Валсамона, који је упућен претору Хеладе на решавање, сугеришући да је Михаило имао поседе у Грчкој.
Године 1147. Михаило Палеолог, у пратњи великог картулара Василија Цинчилука, послат је у сусрет крсташима у Сердику и да организује снабдевање крсташа који пролазе кроз римску територију. Михаила Палеолога и нишког намесника Михаила Врану цар је тада послао у сусрет француском краљу Лују VII након његовог преласка Дунава.
Почетком 1155. у Анкону је стигао севаст Михаило Палеолог, у пратњи севаста Јована Дуке и бившег владара Гравине Алесандра де Конверсана, да покуша да освоји централну Италију. У ту сврху, Михаило је са собом донео и знатне суме намењене да разбију норманске градове из савеза са Немачким царством. Михаило је 1155. постигао значајне успехе на војно-дипломатском пољу – његове трупе су успеле да заузму неколико градова и села од Нормана, укључујући Бари, који је 1155. године, подмићен да се добровољно преда, а у октобру 1155. године, почињу преговори са Ђеновом. Међутим, Михаило Палеолог је прерано преминуо у Барију у пролеће 1156. године после тродневне болести, током које је успео да прихвати монаштво и име Мојсије. Његову сахрану је организовао севасти Јован Дука, који је преузео команду над римским трупама у Италији до доласка Палеологовог заменика, великог војводе Алексија Комнина, који је био царев рођак.
Претпоставља се да је Михаило Палеолог био отац великог војводе Алексија Палеолога, судећи по подацима садржаним у епиталамију Теодора Продрома, састављеном поводом венчања Алексија Палеолога и унуке цара Јована II Комнина. Прворођени син великог војводе је такође добио име по Михаилу Палеологу, како је то била традиција у то време.